# August & Kenta LP
August & Kenta LP, är ett skivalbum från 1981 där Kenta Gustafsson gjort låtar av August Strindbergs texter. På omslaget står Kenta Gustavsson framför Carl Eldhs staty av August Strindberg i Tegnérlunden.    

## Medverkande
- Ulf Dageby - gitarr
- Johannes Leyman - inspelning och mixning
- Stefan Jarl - producent

## Låtlista

### Sida 1
1. Morgon
2. Vargarna tjuta
3. Lördagskväll
4. Taga rävar
5. Flöjeln sjunger

### Sida 2
1. Vid Avenue de Neuilly
2. Esplanadsystemet
3. Urarva
4. Göken
5. Vid dagens slut